# Louis-Adolphe Eude
Louis-Adolphe Eude, né Jean-Louis Eude le 26 octobre 1818 à Arès (Gironde) et mort le 8 avril 1889 à Paris, est un sculpteur français.

## Biographie
Fils de Louis Nicolas Eude et de Jeanne Lagonelle, Louis-Adolphe Eude suit l’enseignement  de David d’Angers. Il débute au Salon de 1847 avec L’Amour. Il remporte une médaille de troisième classe au Salon de 1859 pour Omphale et une médaille de première classe en 1877 pour Retour de chasse.
À Paris, il travaille pour l’hôtel de ville (Saint Simon), l'opéra Garnier (La Force), le tribunal de commerce. Il sculpte le Mercure du palais de Saint-Cloud et une Lucrèce pour la ville de Vannes.
Il intervient pour l’église Saint-Étienne-du-Mont (Vierge assise tenant l’Enfant Jésus) et la chapelle de l’hôpital Lariboisière (Saint Luc et Saint Marc).
Il reçoit plusieurs commandes pour le palais du Louvre : Champaigne (aile Mollien), Diane (Grande Galerie), un fronton (Grande Galerie), des décorations pour le pavillon de Flore.
Louis-Adolphe Eude est aussi l’auteur du Monument à Norodom Ier, une statue équestre érigée au Cambodge, et d’une Ronde d’enfants pour la fontaine de la place André-Malraux à Paris.
Il est inhumé à Paris au cimetière du Père-Lachaise (47e division), où sa sépulture est ornée de son portrait en médaillon en bronze par William Henri Pecou (1889),,.

## Œuvres dans les collections publiques
- Amiens, Musée de Picardie :
  - buste de Jean Goujon ;
  - buste de Mademoiselle L. S. ;
- Bordeaux, musée des Beaux-Arts :
  - L'Écho de la flûte, Salon de 1870, statue en marbre ornant une niche du vestibule ;
  - Philopoemen, 1874, bas-relief en plâtre[5].
- Paris, opéra Garnier : La Force, 1875, grand foyer.

Œuvres de Louis-Adolphe Eude
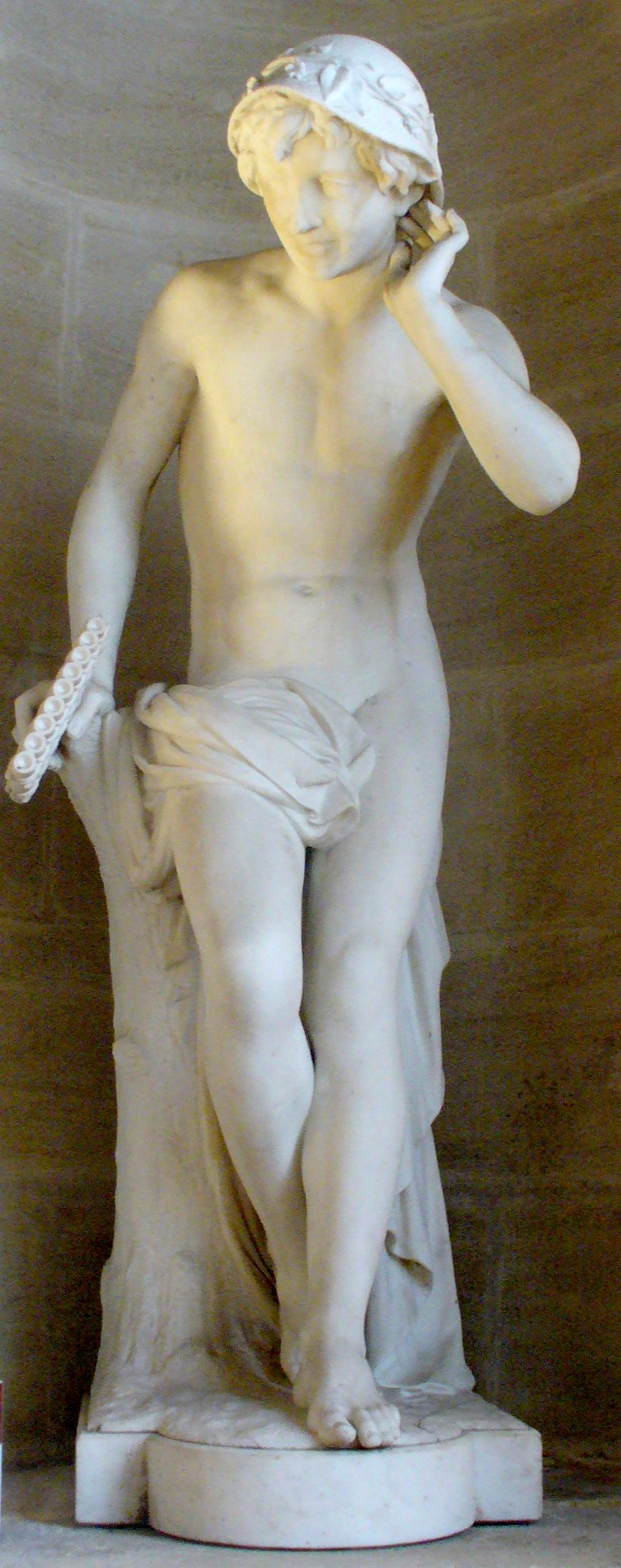
L'Écho de la flûte (1870), musée des beaux-arts de Bordeaux.
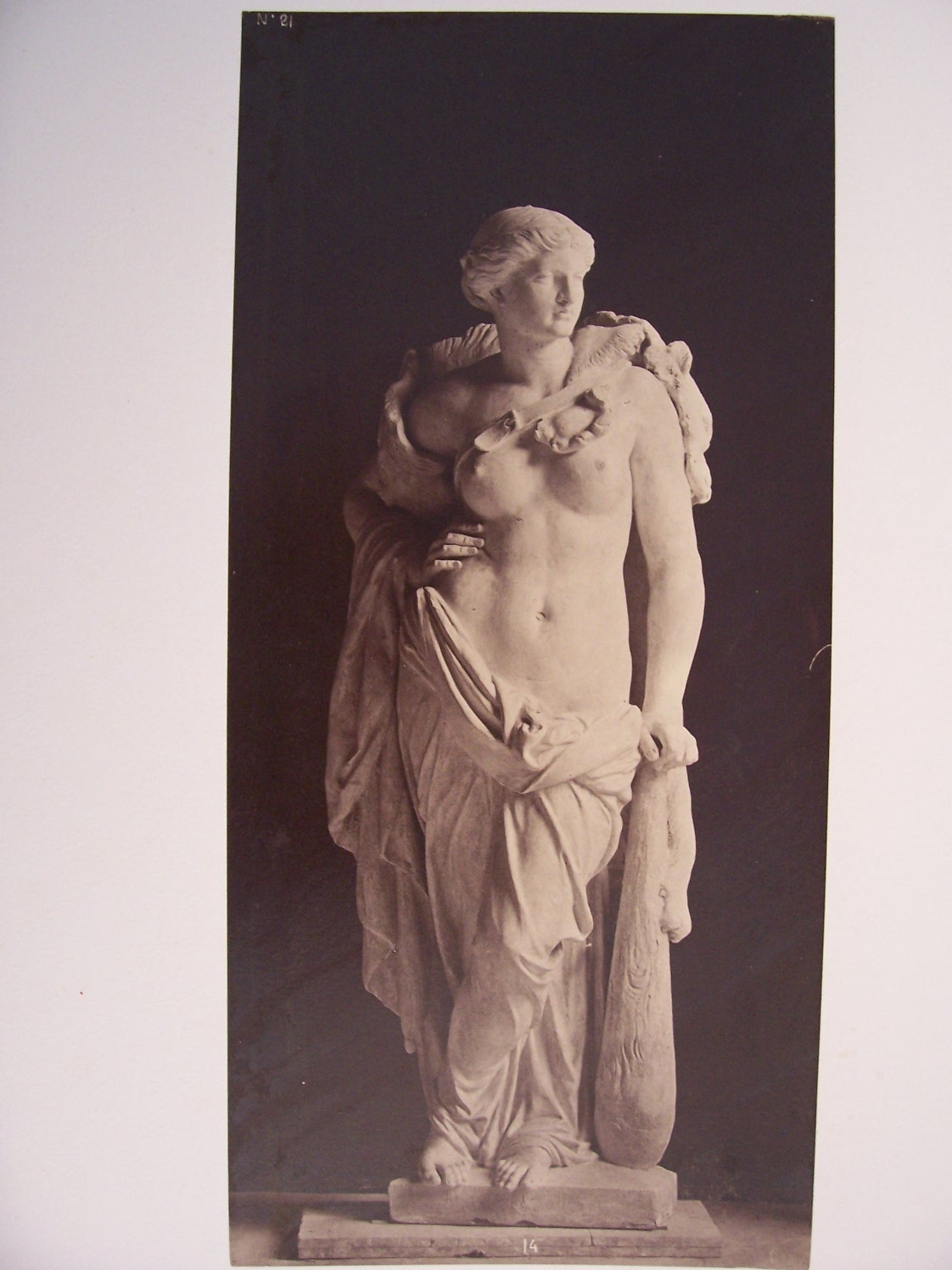
La Force (1875), Paris, opéra Garnier, grand foyer. Photographie de Louis-Émile Durandelle.